# Käthe Niederkirchner
Käthe Niederkirchner, née le 7 octobre 1909 à Berlin et tuée le 28 septembre 1944 à Ravensbrück, est une résistante allemande au nazisme, membre du Parti communiste d'Allemagne. Son destin tragique est à l'origine d'une grande émotion en République démocratique allemande où de nombreux équipements publics portent son nom.

## Biographie
Käthe Niederkirchner, aussi appelée Katja est née le 7 octobre 1909 à Berlin, la troisième d'une famille de cinq enfants,,. Le père, Michael Niederkirchner (de), est un ouvrier tuyauteur, syndicaliste et communiste, membre de la communauté minoritaire germanophone de Budapest, et la mère, Helene, est issue d'une famille rom slovaque. Ils s'installent à Berlin en 1906,,. Käthe Niederkirchner suit une formation de tailleuse mais reste le plus souvent sans emploi en cette période de récession.  Elle se forme également à la sténographie et apprend des langues étrangères. 
En 1925, elle rejoint la Ligue des jeunes communistes d'Allemagne, puis devient membre du Parti communiste en 1929. Elle participe intensément à la lutte politique du parti, distribue des tracts et prononce des discours lors d'événements politiques. C'est à l'occasion d'une prise de parole passionnée lors de la grève des travailleurs des transports à Berlin en 1932, qu'elle est arrêtée une première fois le 27 mars 1933, puis expulsée d'Allemagne parce qu'elle a la nationalité hongroise, les nombreuses demandes de naturalisation de son père, d'origine souabe du Danube, n'ayant jamais été acceptées. 
Elle refuse de rejoindre la Hongrie ralliée au fascisme depuis l'arrivée au pouvoir de Gyula Gömbös en octobre 1932 et se rend à Moscou.  Ses parents et trois de ses frères et sœurs la rejoignent tandis que sa jeune sœur Mia Niederkirchner vit encore clandestinement en Allemagne durant quelques années,. Elle y fait des études et travaille pendant un certain temps pour les émissions en langue allemande de Radio Moscou.
C'est toutefois la période de la Grande Terreur en URSS, orchestrée par Joseph Staline. Son frère Paul Niederkirchner est arrêté en 1939 par les services secrets soviétiques et meurt dans la prison de Boutyrka à Moscou,. 
En juin 1941, l'Allemagne nazie attaque l'URSS, envahissant l'ouest du territoire soviétique. Käthe Niederkirchner se porte volontaire pour rejoindre la résistance communiste en Allemagne. Elle s'implique dans un travail de formation et de propagande auprès des prisonniers de guerre allemands avec le Nationalkomitee Freies Deutschland, organisation d’Allemands antinazis active en URSS . Elle suit également une formation intensive au saut en parachute de nuit et au travail souterrain en Allemagne. 
En juillet 1941, Käthe Niederkirchner épouse Heinrich Wieland (de), un allemand, ancien combattant de la Guerre d'Espagne. Il n'est cependant pas certain qu'ils aient jamais vécu ensemble, Heinrich Wieland étant immédiatement évacué dans un hospice pour invalides à Och en raison de ses blessures.
La nuit du 7 octobre 1943, elle saute en parachute depuis un avion soviétique au-dessus de la Pologne occupée, avec le résistant Theodor Winter (de)(gendre du futur président de la RDA Wilhelm Pieck). Ils parviennent, avec l'aide de résistants polonais à rejoindre une gare et prendre un train pour Berlin. Mais ils sont arrêtés par la Gestapo aux environs de Königsberg. Il n'a jamais été établi précisément comment et par qui ils ont été trahis,,.
Käthe Niederkirchner est interrogée et torturée par la Gestapo dans plusieurs prisons de Berlin pendant un an. A bout de forces, elle tente de se suicider mais survit. À l'été 1944, elle est emmenée au camp de concentration de Ravensbrück, sans qu'il n'y ait jamais eu de procès, transférée en cellule d'isolement et soumise à nouveau aux tortures les plus sévères. Jusqu'au bout elle garde le silence. Elle est abattue par un peloton d'exécution au camp de concentration de Ravensbrück durant la nuit du 27 au 28 septembre 1944, à l'âge de 34 ans,. Plusieurs pages du journal qu'elle écrit à l'époque ont survécu et au moins une lettre :   

« Aujourd'hui, je veux dire au revoir à mes proches. J'ai le sentiment que je ne serai plus là très longtemps. Il faut dire à mon cher et fidèle père que je ne l'ai pas déshonoré, que je n'ai trahi personne... J'aurais adoré vivre la nouvelle ère. C'est tellement dur de devoir partir juste avant. Adieu à tous, merci encore pour tout le bien que vous m'avez fait en si peu de temps »

Des survivantes de Ravensbrück témoignent : « La Gestapo a utilisé toutes ses méthodes pour soutirer des informations à la camarade Niederkirchner, mais elle a échoué. La camarade Niederkirchner s'est conduite avec brio et a résisté avec fermeté aux méthodes effrayantes de la Gestapo. »
Son compagnon Theodor Winter est transféré dans le camp de concentration de Sachsenhausen où certaines sources indiquent qu'il a été exécuté, d'autres mentionnent qu'il a été ramené à Berlin où on perd sa trace. 

## Hommages
En République démocratique allemande, l'intérêt pour Käthe Niederkirchner est important. Sa nièce, Käte Niederkirchner (en) rapporte qu'elle est souvent sollicitée pour témoigner et estime qu'il y a 240 collectivités portant le nom de sa tante, des écoles, des jardins d'enfants ... etc,,. Parmi lesquelles : 
- La rue Prinz-Albrecht-Straße à Berlin-Est, tristement célèbre pour son lien avec la Gestapo, est renommée Niederkirchnerstraße, en son honneur en 1951. Depuis 1993, à la suite de la disparition de la République démocratique allemande (RDA), cette rue accueille la Chambre des députés de Berlin. L'Union chrétienne-démocrate d'Allemagne (CDU, parti conservateur) demande alors que la rue soit débaptisée, afin de ne plus honorer une militante communiste, mais recule devant les protestations, et la rue porte toujours le nom de la résistante assassinée[11],[7].

- La rue Lippehner à Prenzlauer Berg, à Berlin-Est est renommée Käthe-Niederkirchne-strasse en 1974, à la suite de quoi l'école Kurt Schwitters prend également le nom de Käthe Niederkirchner[12].
- Le bataillon de l'armée de l'air numéro 9 de la Nationale Volksarmee, stationné à Peenemünde, ajoute le suffixe honorifique « Käthe Niederkirchner »  à son nom le 1er mars 1970, ainsi que le service de l'armée de l'air situé à proximité de Karlshagen en 1973.
- Un cargo de République démocratique allemande porte le nom «Käthe Niederkirchner».
- Le 31 juillet 1964, un cargo construit dans le chantier naval à Warnemünde est baptisé Käthe Niederkirchner.